# Новоермаковка
Новоермаковка — деревня в Тарском районе Омской области России. Входит в состав Ермаковского сельского поселения.

## История
Основана в 1909 году. В 1928 году состояла из 52 хозяйств, основное население — чуваши. В составе Ермаковского сельсовета Екатерининского района Тарского округа Сибирского края.

## Население
| 1926 | 2002 | 2010 |
| ---- | ---- | ---- |
| 236  | ↘125 | ↘97  |